# Eupithecia undata
Eupithecia undata là một loài bướm đêm trong họ Geometridae.